# Kahler Berg (Mittenwalde)
Der Kahle Berg ist eine 86 m ü. NHN hohe Erhebung auf der Gemarkung von Mittenwalde im Landkreis Teltow-Fläming im Land Brandenburg.
Die Erhebung befindet sich im Ortsteil Motzen und dort rund einen Kilometer südöstlich des Dorfzentrums. Sie ist weitgehend mit Kiefern bewaldet; es ergeben sich jedoch je nach Vegetation zwei Sichtachsen zum Motzener See und zu den Töpchiner Seen. Der Kahle Berg kann über den Fontaneweg F4 erreicht werden, der in diesem Streckenabschnitt parallel zum Europäischen Fernwanderweg E10 verläuft. Außerdem verläuft vom Dorfzentrum ein Rundwanderweg zum Berg. Die Erhebung war namensgebend für den Rastplatz Am Kahlberg der Bundesautobahn 13, der sich rund 1,8 km nordöstlich befindet.